# Nordprovinz (Sri Lanka)
Koordinaten: 9° 12′ N, 80° 30′ O
Die Nordprovinz (Tamil: வட மாகாணம் Vaṭa Mākāṇam [ˈʋaɖə ˈmaːɡaːɳʌm], singhalesisch: උතුරු පළාත Uturu Paḷāta [ˈut̪uru paˈlaːt̪ə], englisch: Northern Province) ist eine der neun Provinzen Sri Lankas. Sie umfasst die Distrikte Jaffna, Kilinochchi, Mullaitivu, Mannar und Vavuniya im Nordteil der Insel. Die Hauptstadt ist Jaffna. Die Nordprovinz hat eine Fläche von 8884 Quadratkilometern und knapp 1,1 Millionen Einwohner, davon 94 Prozent Tamilen. Die Nordprovinz gehörte zu den von 1983 bis 2009 vom Bürgerkrieg in Sri Lanka betroffenen Gebieten.

## Geografie

### Lage und Ausdehnung
Die Nordprovinz hat eine Fläche von 8.884 Quadratkilometern. Ihrem Namen entsprechend umfasst sie den Nordteil Sri Lankas. Die Nordprovinz grenzt im Süden an die Nordwestprovinz, die Nord-Zentralprovinz und die Ostprovinz. In allen anderen Himmelsrichtungen wird sie vom Meer begrenzt: Im Südwesten liegt der Golf von Mannar, im Nordwesten die zwischen Sri Lanka und Indien gelegene Palkstraße und im Osten der Golf von Bengalen.

### Landschaftsgliederung

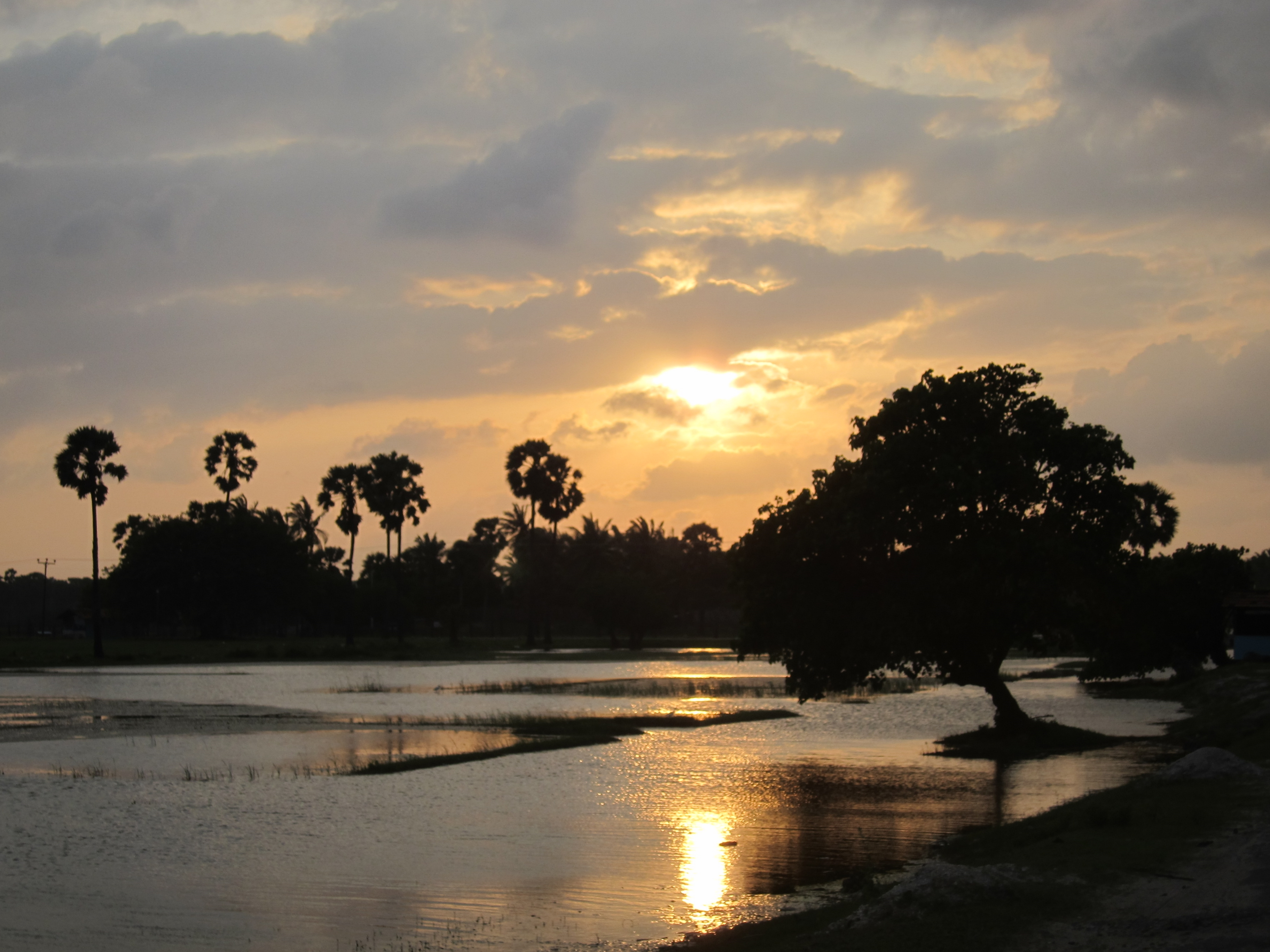
Landschaft auf der Jaffna-Halbinsel

Zur Nordprovinz gehören zwei unterschiedliche Naturräume: Die Jaffna-Halbinsel und Vanni. Die Vanni-Region umfasst den Nordteil der Hauptinsel. Das Terrain hier ist flach und zu großen Teilen bewaldet. Die nördlich vorgelagerte Jaffna-Halbinsel ist ein flacher Landstrich, der nur durch den Elefantenpass mit dem Rest der Insel verbunden ist. Die Küste der Nordprovinz wird von zahlreichen Lagunen geprägt. Deren größte ist die Lagune von Jaffna zwischen der Jaffna-Halbinsel und der Hauptinsel. Westlich der Jaffna-Halbinsel liegt eine Gruppe von Inseln. Außerdem ist der Westküste der Nordprovinz die Insel Mannar vorgelagert. Die Entfernung von ihrer Spitze nach Indien beträgt weniger als 30 Kilometer. In der Meerenge liegt die sogenannte Adamsbrücke, eine Kette von kleinen Inseln und Sandbänken.

### Distrikte
Die Nordprovinz ist in die folgenden fünf Distrikte unterteilt:
| Distrikt    | Verwaltungssitz | Fläche    | Einwohner (2012) | Bev.- dichte |
| ----------- | --------------- | --------- | ---------------- | ------------ |
| Jaffna      | Jaffna          | 1.025 km² | 583.071          | 628 Ew./km²  |
| Kilinochchi | Kilinochchi     | 1.279 km² | 112.872          | 94 Ew./km²   |
| Mannar      | Mannar          | 1.996 km² | 99.063           | 53 Ew./km²   |
| Mullaitivu  | Mullaitivu      | 2.617 km² | 92.228           | 38 Ew./km²   |
| Vavuniya    | Vavuniya        | 1.967 km² | 172.789          | 93 Ew./km²   |

## Geschichte
Die Nordprovinz existiert seit 1833. Zwischen 1987 und 2006 war sie mit Ostprovinz als eine Provinz (Nordostprovinz) vereinigt. 2006 wurde die Zusammenlegung der beiden Provinzen von der Judikative von Sri Lanka für ungültig erklärt.

## Bevölkerung

### Demografie

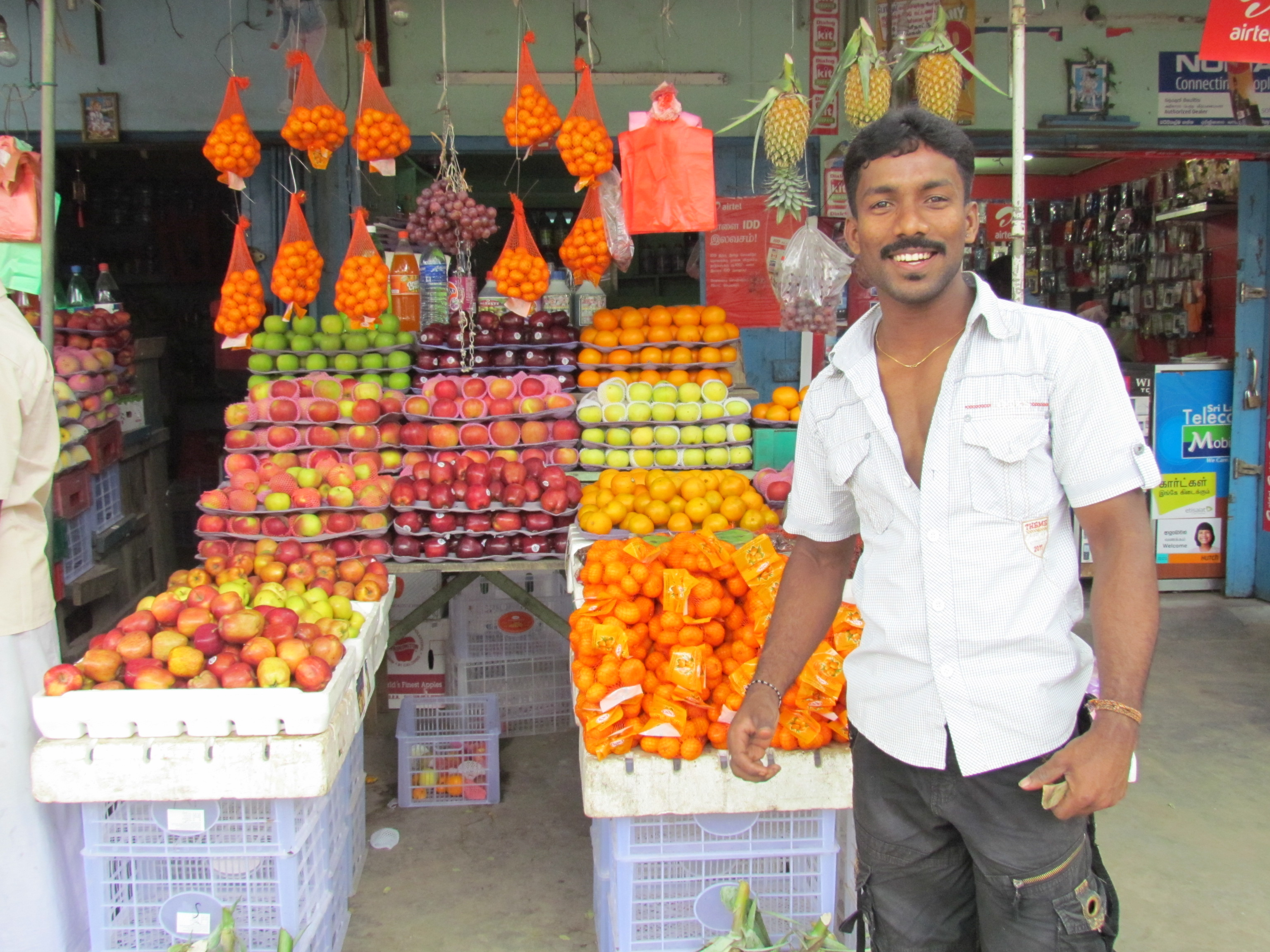
Marktverkäufer in Jaffna

Nach der Volkszählung 2012 hat die Nordprovinz 1.060.023 Einwohner. Damit ist die Nordprovinz gemessen an der Einwohnerzahl die kleinste Provinz Sri Lankas. Die Bevölkerungsdichte liegt mit 128 Einwohnern pro Quadratkilometer deutlich unter dem Durchschnitt Sri Lankas (323 Einwohner pro Quadratkilometer). Die Bevölkerung ist dabei sehr ungleich verteilt: Während die Jaffna-Halbinsel durchaus dicht besiedelt ist, ist die Bevölkerungsdichte in der Vanni-Region äußerst niedrig. Mehr als die Hälfte der Bevölkerung lebt im Distrikt Jaffna, obgleich dieser nur etwas mehr als ein Zehntel der Fläche der Nordprovinz ausmacht. Entsprechend hoch ist hier die Bevölkerungsdichte mit 628 Einwohnern pro Quadratkilometer, während im Distrikt Mullaitivu nur 38 Menschen auf einen Quadratkilometer kommen.
Tod und Vertreibung während des Bürgerkrieges haben die Bevölkerung der Nordprovinz dezimiert. Zwischen 1981, dem Jahr der letzten Volkszählung vor Ausbruch des Bürgerkrieges, und 2012 ist die Einwohnerzahl der Provinz um 3,6 Prozent gefallen. Die Gesamtbevölkerung Sri Lankas stieg im selben Zeitraum um 36,6 Prozent an. Zahlreiche Einwohner der Nordprovinz sind während des Krieges ins Ausland geflohen. Dazu kommt eine beträchtliche Zahl von Binnenflüchtlingen: Nach Regierungsstatistiken lebten in der Nordprovinz im Jahr 2012 fast 50.000 Flüchtlinge und über 320.000 Menschen, die vormaliger Vertreibung wieder angesiedelt wurden.

### Ethnien und Religionen

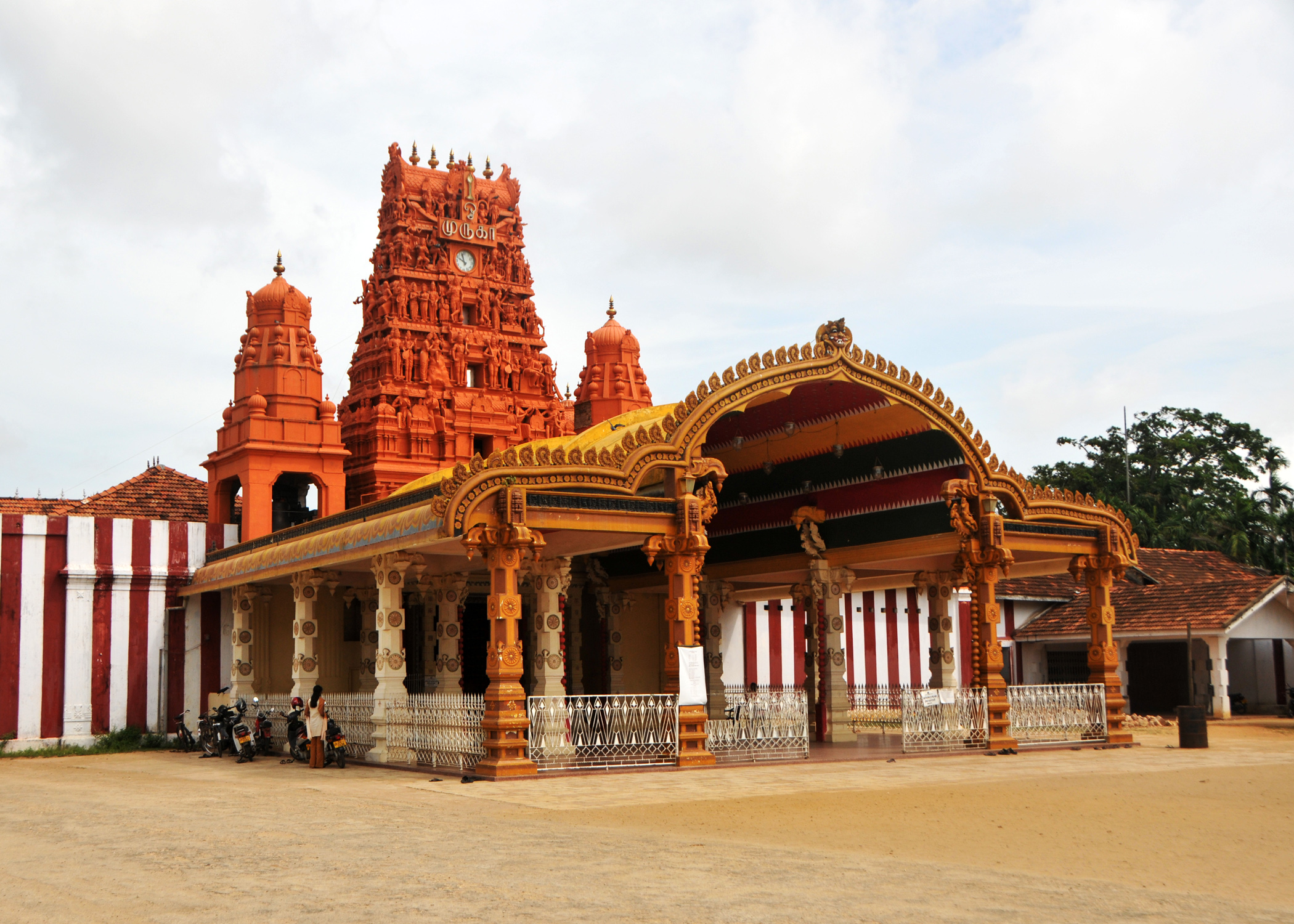
Der Nallur-Kandaswamy-Tempel in Jaffna: Sichtbares Zeichen der tamilisch-hinduistischen Kultur.

Zusammen mit der Ostprovinz bildet die Nordprovinz das tamilische Siedlungsgebiet Sri Lankas. Die große Mehrheit der Einwohner der Nordprovinz sind Tamilen: Nach der Volkszählung 2012 machen sie 93,9 Prozent der Bevölkerung der Provinz aus (davon 93,3 Prozent Sri-Lanka-Tamilen und 0,6 Prozent indische Tamilen). Daneben gibt es kleinere Minderheiten von Moors (tamilischsprachigen Muslimen) und Singhalesen (jeweils 3,1 Prozent). Die zahlenmäßig kleine, aber alteingesessene muslimische Minderheit, die 1981 noch 4,6 Prozent der Bevölkerung der Provinz ausgemacht hatte, wurde während des Bürgerkriegs im Oktober 1990 systematisch aus den von der LTTE kontrollierten Gebieten der Nordprovinz vertrieben. Seit dem Ende des Konflikts ist ein Teil der Muslime wieder zurückgekehrt. Die meisten Muslime leben in den Distrikten Mannar und Vavuniya. Die Singhalesen konzentrieren sich dagegen auf den Süden des Distrikts Vavuniya und das Gebiet von Welioya im Distrikt Mullaitivu. In Welioya hatte die Regierung in den 1980er-Jahren planmäßig singhalesische Neusiedler angesiedelt, was sich zu einem schwerwiegenden Streitpunkt im tamilisch-singhalesischen Konflikt entwickelte. Die Singhalesen, die in Jaffna und den anderen tamilischen Mehrheitsgebieten der Nordprovinz ansässig waren, flohen während des Bürgerkriegs fast ausnahmslos in den sicheren Süden Sri Lankas.
74,6 Prozent der Einwohner der Nordprovinz sind Hindus. Daneben gibt es eine größere christliche Minderheit von 19,3 Prozent (davon 15,4 Prozent Katholiken und 3,9 Prozent andere) sowie kleinere Minderheiten von Muslimen (3,2 Prozent) und Buddhisten (2,9 Prozent). Die christliche Bevölkerung ist vor allem in den Küstengebieten stark vertreten. Im Distrikt Mannar stellen Christen sogar die Bevölkerungsmehrheit. Während die Tamilen mehrheitlich Hindus und zu einem kleineren Teil Christen sind, bekennen sich die Moors allesamt zum Islam und die Singhalesen größtenteils zum Buddhismus.

## Politik
Nach dem 1987 verabschiedeten 13. Zusatzartikel zur Verfassung Sri Lankas steht der Nordprovinz, wie allen Provinzen Sri Lankas, eine begrenzte Selbstverwaltung mit einer eigenen Legislative, dem Provinzrat der Nordprovinz (Northern Provincial Council), und Exekutive, einer Regierung unter Führung eines vom Provinzrat gewählten Chief Ministers, zu. Während des Bürgerkriegs in Sri Lanka war die Selbstverwaltung aber ausgesetzt: Nachdem der Präsident Sri Lankas am 1. März 1990 die Regierung der damaligen Nordostprovinz abgesetzt hatte, unterstand der Norden Sri Lankas direkt der Zentralregierung. Erst vier Jahre nach Ende des Bürgerkriegs fanden am 21. September 2013 erstmals seit einem Vierteljahrhundert wieder Provinzwahlen in der Nordprovinz statt.
Bei den Wahlen zum Provinzrat der Nordprovinz errang die Tamil National Alliance (TNA) einen Erdrutschsieg. Das Bündnis aus moderaten tamilischen Parteien und ehemaligen Rebellengruppen, das mehr Autonomierechte für die tamilische Minderheit fordert, gewann mit einem Stimmenanteil von fast 80 Prozent 30 von 38 Parlamentssitzen. Die United People’s Freedom Alliance (UPFA), ein Parteienbündnis unter der Führung der landesweit regierenden Sri Lanka Freedom Party, kam auf sieben Sitze. Einen Abgeordneten im Parlament stellt der Sri Lanka Muslim Congress (SLMC), die politische Vertretung der muslimischen Minderheit. Als Ergebnis der Wahl wurde der TNA-Politiker C. V. Wigneswaran am 7. Oktober 2013 als Chief Minister der Nordprovinz vereidigt.
| Partei                                  | Stimmenanteil | Sitze |
| --------------------------------------- | ------------- | ----- |
| Tamil National Alliance (TNA)           | 78,5 %        | 30    |
| United People’s Freedom Alliance (UPFA) | 18,4 %        | 7     |
| Sri Lanka Muslim Congress (SLMC)        | 1,5 %         | 1     |
| Sonstige                                | 1,2 %         | 0     |